# Hieracium bucovinense
Hieracium bucovinense es una especie de planta con flor del género Hieracium, de la familia Asteraceae, orden Asterales.

## Distribución
Hieracium bucovinense se distribuye por Rumania.

## Taxonomía
Fue descrita científicamente por Prodan. Fue publicada en Bul. Şti. Acad. Republ. Populare Romîne, Secţ. Biol. Şti. Agric. Ser. Bot. 9: 318 (1957).